# 阿特金斯饮食法

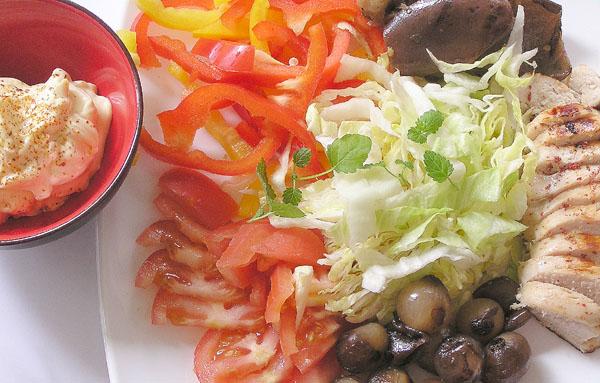
典型的阿特金斯减肥餐

阿特金斯飲食法（英语：Atkins diet）是一個聲稱具有減肥功效的偽科學飲食方法，由美國醫生羅伯特·阿特金斯（Robert Atkins）於1970年提出。他認為減重的關鍵是限制碳水化合物的攝取，而可以吃高蛋白的食品，而多吃肉類、魚，類似生酮飲食，從而將人體從消耗碳水化合物的代謝轉化成以消耗脂肪為主的代謝模式。阿特金斯飲食法沒有足夠的證據支撐其在減肥方面的有效性。。近年來也作為多種疾病如癲癇的可能性療法。
這個減肥法在2000年代時非常風行，阿特金斯的書成為歷史上前50的最暢銷書籍。在北美洲，每11成年人就有1人聲稱自己有在遵行此減肥方法。

## 原理
阿特金斯飲食法以低比例的碳水化合物攝取量改變人體產生能量的來源，轉而消耗脂肪。

### 原則
阿特金斯飲食計畫依照減重目標、目前體重、計畫與生活型態的匹配程度分為3種，分別稱為阿特金斯20、40、100。名稱中的數字由來為計畫起初的淨碳水化合物克數／天（淨碳水化合物＝總碳水化合物克數－纖維含量－甜味劑，反映出對血糖有顯著影響之碳水化合物）例：遵照阿特金斯20的人起初會在一天中攝取20公克的淨碳水化合物。阿特金斯20飲食計畫又分成4個階段，階段一：攝取最少量淨碳水化合物讓身體產生更多酮體；階段二、三：逐漸增加食物選擇以達到更好的飲食平衡，例：邁入階段二時，增加了莓果、希臘優格等選擇；階段四：淨碳水化合物攝取量達到最大值，同時以維持體重和生活型態為重。遵從阿特金斯20飲食法的人平均一周能減掉1－2磅（相當於0.45－0.91公斤），然而結果也因人而異，其他變因為運動習慣和食物攝取等。由於阿特金斯與生酮飲食皆以限制碳水化合物攝取量為核心原理，兩者常被同時討論。

### 與生酮飲食的比較
- 相似處:[7]

皆採取低碳水化合物概念的飲食法，減少攝入的高熱量、富含碳水化合物食物，以減少卡路里並燃燒脂肪，尤其阿特金斯飲食法的第一階段，與生酮飲食基本相同，都將碳水化合物淨攝取量限制在25公克。
- 相異處:

1.攝入碳水的比例與時間:典型生酮飲食的組成，大約是75%的脂肪、20%的蛋白質和只有5%的碳水化合物。以人類平均每日攝取量2,000 卡路里計算，即每天攝入的碳水化合物少於50克或甚至維持在20克左右，這會讓身體達到生酮狀態。而生酮飲食要求的是長期保持在這個燃燒脂肪的階段，另一方面，阿特金斯飲食誘發之酮症通常僅在第一或第二階段，阿特金斯會逐漸增加碳水化合物的攝入量，當最終將碳水化合物重新恢復飲食中一定比例時，產生酮症的可能性會相較低許多。而生酮飲食大約20%的卡路里來自蛋白質，但阿特金斯飲食可允許高至30%的卡路里來自蛋白質(具體取決於處在哪一階段)。

2.種類:阿特金斯相較生酮飲食限制較少，允許更多的水果和蔬菜，甚至可以加入少數的原型穀物。

## 爭議
這個減肥法是因Alfred W. Pennington所提出的低醣飲食法而啟發的，而阿特金斯飲食法提倡限制“醣類”攝取減肥的關鍵。
阿特金斯提倡“以高卡路里的方式維持纖瘦” (a high calorie way to stay thin forever)，因為其提出了具爭議性的看法：低醣飲食有代謝好處為“燃燒脂肪消耗更多卡路里，所以你需要消耗更多熱量”。一個研究得出使用阿特金斯飲食相當於少攝取950大卡／天。不過Lancet的研究指出其所謂的代謝好處歸根於減肥者攝取了比較少熱量而已，可能是因為此減肥法的單調性而抑制了胃口。
2004年，喬登‧戈蘭指控羅伯特‧阿特金斯及其公司，聲稱其花兩年時間遵從阿特金斯飲食法，低密度膽固醇卻上升，導致主要動脈堵塞而需要動心血管成形術。期間，喬登‧戈蘭攝取大量起士，認為其遵照阿特金斯飲食，將精緻碳水化合物的攝取降至最低，而過量的飽和脂肪並不會造成健康問題。此訴訟於2007年被駁回，因為阿特金斯飲食所述被歸類為意見和理念，受美國憲法的保護。

## 研究
沒有任何的研究足以驗證阿特金斯健康飲食法的科學性及安全性。事實上，目前相關的研究導出不同的結論。

### 好處
有些研究得出這種飲食法可以降低低密度脂蛋白（LDL），提高高密度脂蛋白（HDL），並認為可以因此降低心血管疾病的發生。此外，阿特金斯飲食法與遵循低脂肪、限制熱量飲食法的人相比，對胰島素的阻抗也較低。(當胰島素濃度低時，甲酮代謝（與酮症有區別，甲酮代謝包括脂類分解——脂肪細胞內儲存的某些脂質在其中轉化為血液的一部分）會啓動)英國營養師協會（BDA）表示，阿特金斯飲食法減少碳水化合物「可以在短期內有效控制體重、改善二型糖尿病患者的血糖控制及心血管疾病風險」。但BDA也強調，還沒有足夠研究來確定該飲食在控制血糖方面的長期效果，以及用更多脂肪和蛋白質代替碳水化合物對心臟健康的影響。同時在減肥方面的效果，除了前述提到影響新陳代謝的產能方式燃燒脂肪，研究學者Astrup表示，其限制精緻碳水化合物的作法其中一個結果是減少飢餓感，因為脂肪和蛋白質需要比碳水化合物更長的消化時間，且研究表明實行阿特金斯飲食法一年後的效果比低脂肪飲食法的效果好，阿特金斯認為也是因其較不易感受飢餓的特性，保持此種飲食習慣較容易。

#### 臨床應用潛在可能性
改良的阿特金斯飲食法被認為可能成為新的兒童癲癇治療法之一，因相較於現行的生酮療法更易於執行，同時，由於膳食脂肪分解過程中形成的酮類可以用作健康人和輕度認知障礙者大腦中的替代能源，故可能可用於其他神經系統疾病（例如，腦腫瘤、自閉症、阿茲海默症等）。

### 缺點
但有些研究認為因為其提倡多攝取飽和脂肪和蛋白質，所以可能導致誘發心血管疾病，冠心病，心律失常等，此外亦有一些研究顯示會增加骨質疏鬆，腎結石的風險。而阿特金斯飲食法在第一階段時也可能因電解質失衡導致引發腿部抽筋，或因戒斷咖啡因導致頭痛。
同時提高蛋白質食物在每日飲食中的攝取比例會相對增加腎臟的負擔，故此方法在有腎臟疾病的人身上要經過審慎評估，非所有人都適用此種飲食法。
不過，因為有專家學者提出異議，阿特金斯的公司就建議飽和脂肪不能超過攝取的所有卡路里中的20%。